# Holy Fuck
Holy Fuck – kanadyjski zespół grający muzykę będącą połączeniem lo-fi, elektroniki i improwizacji.

## Historia
Holy Fuck powstał w 2004 w Toronto w Kanadzie. W tym samym roku wystąpili na jednym z największych festiwali muzycznych w Ameryce Północnej – Coachelli jako zespół koncertujący przed brooklyńskim raperem Beans. Następnie grali na takich imprezach jak: the CMJ Music Marathon, POP Montreal, the Montreal Jazz Festival, All Tomorrow’s Parties, Vegoose, Evolve, Osheaga Festival oraz na the SXSW music festival w Austin, w stanie Teksas w latach 2006 i 2007. Latem 2007 roku Holy Fuck zostali zaproszeni na festiwal Glastonbury Festival, gdzie oceniono ich jako trzeci najlepszy występ całej imprezy.
Ich debiutancki album Holy Fuck został uznany przez kanadyjski magazyn Montreal Mirror za jedną z dziesięciu najlepszych płyt 2005 roku.

## Członkowie

### Obecni
- Brian Borcherdt – instrumenty klawiszowe, efekty dźwiękowe
- Graham Walsh – instrumenty klawiszowe, efekty dźwiękowe
- Matt McQuaid – gitara basowa
- Brad Kilpatrick – perkusja
- Matt Schulz – perkusja

### Byli
- Kevin Lynn – gitara basowa
- Mike Bigelow – gitara basowa
- Loel Campbell – perkusja

## Dyskografia
- Holy Fuck – 2005
- Holy Fuck (EP) – 2007
- LP – 2007
- Latin – 2010